# Holzkirchen (Oberbayern)

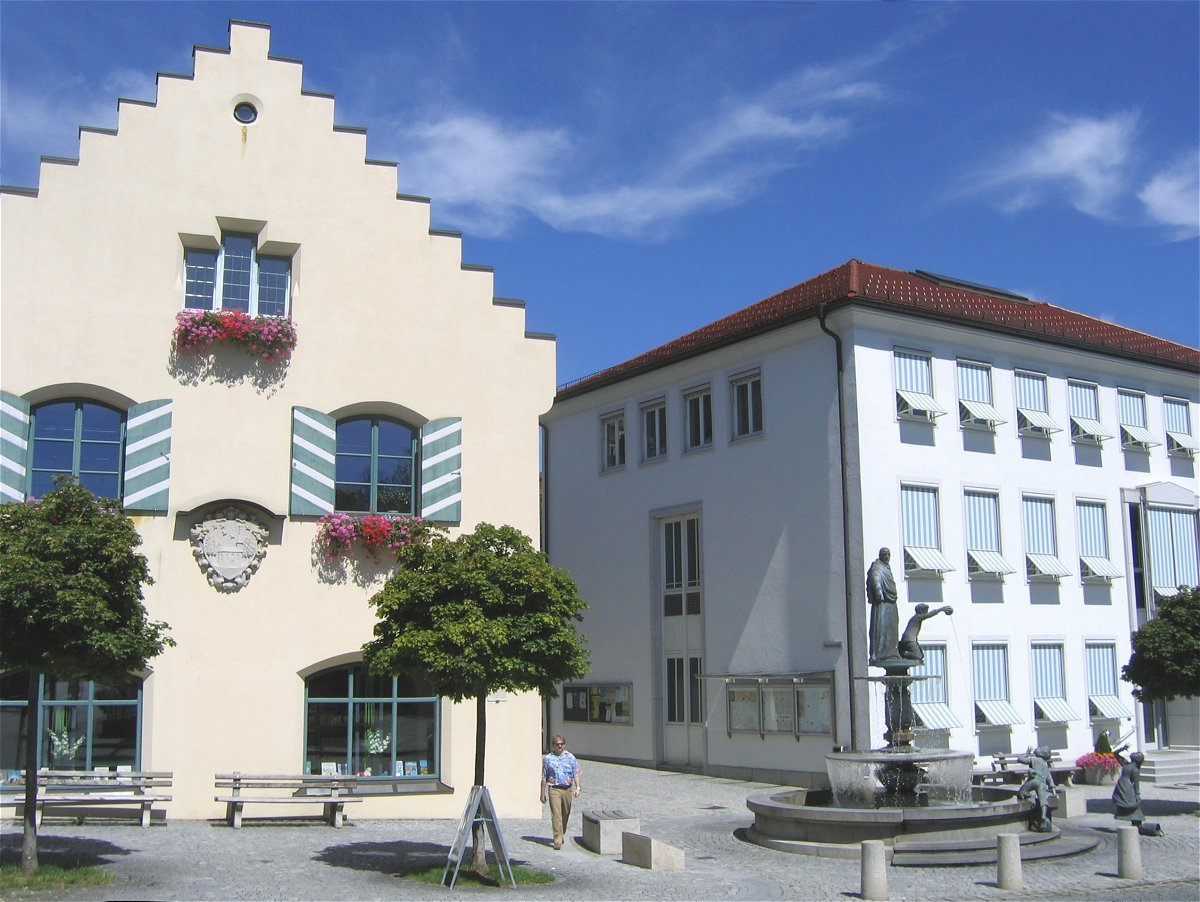
Holzkirchen
(Primăria veche şi cea nouă)

Holzkirchen (Oberbayern) este o comună din districtul  Miesbach, regiunea administrativă Bavaria Superioară, landul Bavaria, Germania.